# مأموریت محرمانه
مأموریت محرمانه (انگلیسی: Confidential Assignment; کره‌ای: 공조; به معنای همکاری) یک فیلم اکشن و کمدی محصول سال ۲۰۱۷ سینمای کره جنوبی به کارگردانی کیم سونگ-هون است. در این فیلم هیون بین، یو هه-جین و کیم جو-هیوک بازی می‌کنند.
دنبالهٔ این فیلم «مأموریت محرمانه ۲: بین‌المللی» نام دارد. فیلمبرداری آن در ۱۸ فوریه ۲۰۲۱ آغاز شد. و در سپتامبر ۲۰۲۲ منتشر شد.

## داستان
هنگامی که یک سازمان جنایی از کره شمالی از مرزها عبور می‌کند و وارد خاک کره جنوبی می‌شود، یک کارآگاه کره جنوبی باید با یک کارآگاه کره شمالی همکاری کند تا محل اختفای آنها را بررسی کند.